# DREAM.12
DREAM.12（ドリーム・トゥエルブ）は、日本の総合格闘技イベント「DREAM」の大会の一つ。2009年10月25日、大阪府大阪市の大阪城ホールで開催された。

## 大会概要
DREAMでは初導入となるヘキサゴンケージで全試合が行われ、試合時間も5分3Rとなった。
メインイベントでは、2009年9月26日のK-1 WORLD GP 2009 IN SEOUL FINAL16で決勝大会進出を決めたばかりのアリスター・オーフレイムがジェームス・トンプソンと対戦し、開始33秒フロントチョークで一本勝ち。
メルヴィン・マヌーフの負傷欠場により、DREAM.11からの連続参戦となった桜庭和志はゼルグ・"弁慶"・ガレシックに膝十字固めで一本勝ち。
ユン・ドンシクと対戦予定であったパウロ・フィリオは連絡のないまま来日せず欠場となり、代わりにタレック・サフィジーヌが緊急参戦し、ドンシクと対戦した。
大会前の告知では、田村潔司、アンドリュース・ナカハラ、ムリーロ・ニンジャの名前も挙がっていたが、参戦は実現しなかった。

## 試合結果
第1試合 フェザー級ワンマッチ 5分3R
○  宮下トモヤ vs.  藤原敬典 ×
3R終了 判定3-0
第2試合 ライト級ワンマッチ 5分3R
○  弘中邦佳 vs.  パーキー ×
1R終了時 TKO（タオル投入：左目の負傷）
第3試合 フェザー級ワンマッチ 5分3R
○  前田吉朗 vs.  チェイス・ビービ ×
1R 3:36 裸絞め
第4試合 ミドル級ワンマッチ 5分3R
○  ユン・ドンシク vs.  タレック・サフィジーヌ ×
3R終了 判定2-1
第5試合 ミドル級ワンマッチ 5分3R
○  柴田勝頼 vs.  石澤常光 ×
1R 4:52 TKO（レフェリーストップ：左フック→パウンド）
第6試合 ミドル級ワンマッチ 5分3R
○  桜庭和志 vs.  ゼルグ・"弁慶"・ガレシック ×
1R 1:40 膝十字固め
第7試合 ウェルター級ワンマッチ 5分3R
○  マリウス・ザロムスキー vs.  ペ・ミョンホ ×
1R 0:19 KO（左ハイキック）
第8試合 ライト級ワンマッチ 5分3R
○  エディ・アルバレス vs.  菊野克紀 ×
2R 3:42 肩固め
第9試合 ヘビー級ワンマッチ 5分3R
○  アリスター・オーフレイム vs.  ジェームス・トンプソン ×
1R 0:33 フロントチョーク